# Lista de deputados estaduais do Acre da 1.ª legislatura
Esta é a lista de deputados estaduais do Acre para a legislatura 1963–1967. Nas eleições, foram eleitos 15 deputados.

## Composição das bancadas
| Partido | Líder           | Bancada | Posição  |
| ------- | --------------- | ------- | -------- |
| PSD     | Omar Sabino     | 8 / 15  | Oposição |
| PTB     | Geraldo Fleming | 7 / 15  | Governo  |

## Deputados Estaduais
Com informações auferidas junto ao banco de dados do Tribunal Superior Eleitoral.
| Número | Deputados estaduais eleitos | Partido | Votação | Percentual | Cidade onde nasceu | Unidade federativa |
| 14020  | Francisco Taumaturgo        | PTB     | 947     | 6,57%      | Tarauacá           | Acre               |
| 41111  | Omar Sabino                 | PSD     | 751     | 5,21%      | Manoel Urbano      | Acre               |
| 14312  | José Akel Fares             | PTB     | 717     | 4,98%      | Sena Madureira     | Acre               |
| 41234  | Augusto Hidalgo de Lima     | PSD     | 627     | 4,35%      | Rio Branco         | Acre               |
| 14667  | Guilherme Zaire             | PTB     | 587     | 4,07%      | Rio Branco         | Acre               |
| 41641  | José Chaar Filho            | PSD     | 574     | 3,98%      | Porto Acre         | Acre               |
| 41987  | Joaquim Lopes da Cruz       | PSD     | 546     | 3,79%      | Xapuri             | Acre               |
| 14333  | Adonay Barbosa dos Santos   | PTB     | 521     | 3,62%      | Feijó              | Acre               |
| 41000  | Carlos Meixeira Afonso      | PSD     | 504     | 3,50%      | Tarauacá           | Acre               |
| 41333  | Francisco Aloísio Queiroz   | PSD     | 498     | 3,46%      | Manaus             | Amazonas           |
| 41567  | Milton de Matos Rocha       | PSD     | 492     | 3,42%      | Parintins          | Amazonas           |
| 14999  | José da Fonseca Araújo      | PTB     | 468     | 3,25%      | Sena Madureira     | Acre               |
| 14013  | Geraldo Fleming             | PTB     | 450     | 3,12%      | Campanha           | Minas Gerais       |
| 41222  | Eloy Abud                   | PSD     | 441     | 3,06%      | Rio Branco         | Acre               |
| 14567  | Nabor Júnior                | PTB     | 428     | 2,97%      | Tarauacá           | Acre               |